# Cephaloleia pretiosa
Cephaloleia pretiosa es un coleóptero de la familia Chrysomelidae.
Fue descrita científicamente en 1858 por Baly.